# Berta (nom)
Berta és un prenom procedent de berhta, de l'arrel germànica berht, que significa 'brillant', 'famós'. És utilitzat com a nom independent tot i que també va ser utilitzat com a hipocorístic d'Alberta, nom caigut en el desús actualment.

## Personatges il·lustres amb aquest nom
- Berta de Laon, reina de França, esposa de Pipí el Breu i mare de Carlemany.[1]
- Berta de Prüm, dama franca.[2]
- Berta de Savoia, emperadriu del Sacre Imperi Romanogermànic.[3]
- Berta de Toscana, esposa d'Alfons VI de Lleó.[4]
- Berta de Borgonya, esposa de Robert II de França.[5]
- Berta de Roergue, comtessa de Roergue.[6]
- Berta de Bretanya, duquessa de Bretanya.[7]